# Lampides telanjang
Lampides telanjang är en fjärilsart som beskrevs av William Doherty 1891. Lampides telanjang ingår i släktet Lampides och familjen juvelvingar. Inga underarter finns listade i Catalogue of Life.